# Лесніцтво (Конінський повіт)
Лесніцтво (пол. Leśnictwo) — село в Польщі, у гміні Слесін Конінського повіту Великопольського воєводства.
Населення — 157 осіб (2011).
У 1975-1998 роках село належало до Конінського воєводства.

## Демографія
Демографічна структура станом на 31 березня 2011 року:
|          | Загалом | Допрацездатний вік | Працездатний вік | Постпрацездатний вік |
| -------- | ------- | ------------------ | ---------------- | -------------------- |
| Чоловіки | 81      | 20                 | 55               | 6                    |
| Жінки    | 76      | 19                 | 45               | 12                   |
| Разом    | 157     | 39                 | 100              | 18                   |